# 차유진 (래퍼)
차유진은 대한민국의 가수다. 2020년 싱글 《어디에(WHERE)》로 데뷔했다.

## 방송
- 쇼미더머니 10 (2021) - Top132

## 음반
- 어디에(WHERE) (2020)
- 21 Rockstar (2021)
- Rose (2021)
- NAVI (2021)
- 행복해야해 (2022)